# Rhabdoon reesi
Rhabdoon reesi is een hydroïdpoliep uit de familie Capitata incertae sedis. De poliep komt uit het geslacht Rhabdoon. Rhabdoon reesi werd in 1970 voor het eerst wetenschappelijk beschreven door Shirley & Leung. 